# William Pars
Pour les articles homonymes, voir Pars.

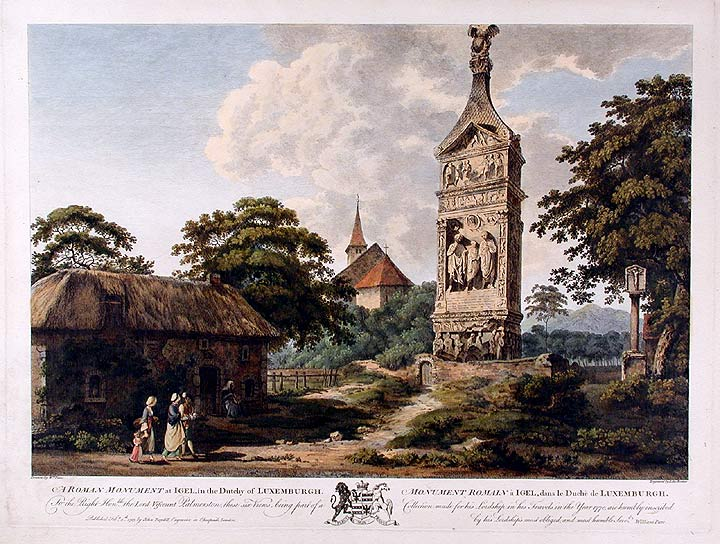
Monument romain à Igel (gravé par John Boydell après Edward Rooker, basé sur un travail de Pars)

William Pars (né le 28 février 1742 à Londres ; mort en 1782 à Rome) est un peintre aquarelliste de portrait et de paysage anglais. Pars était également dessinateur et illustrateur.

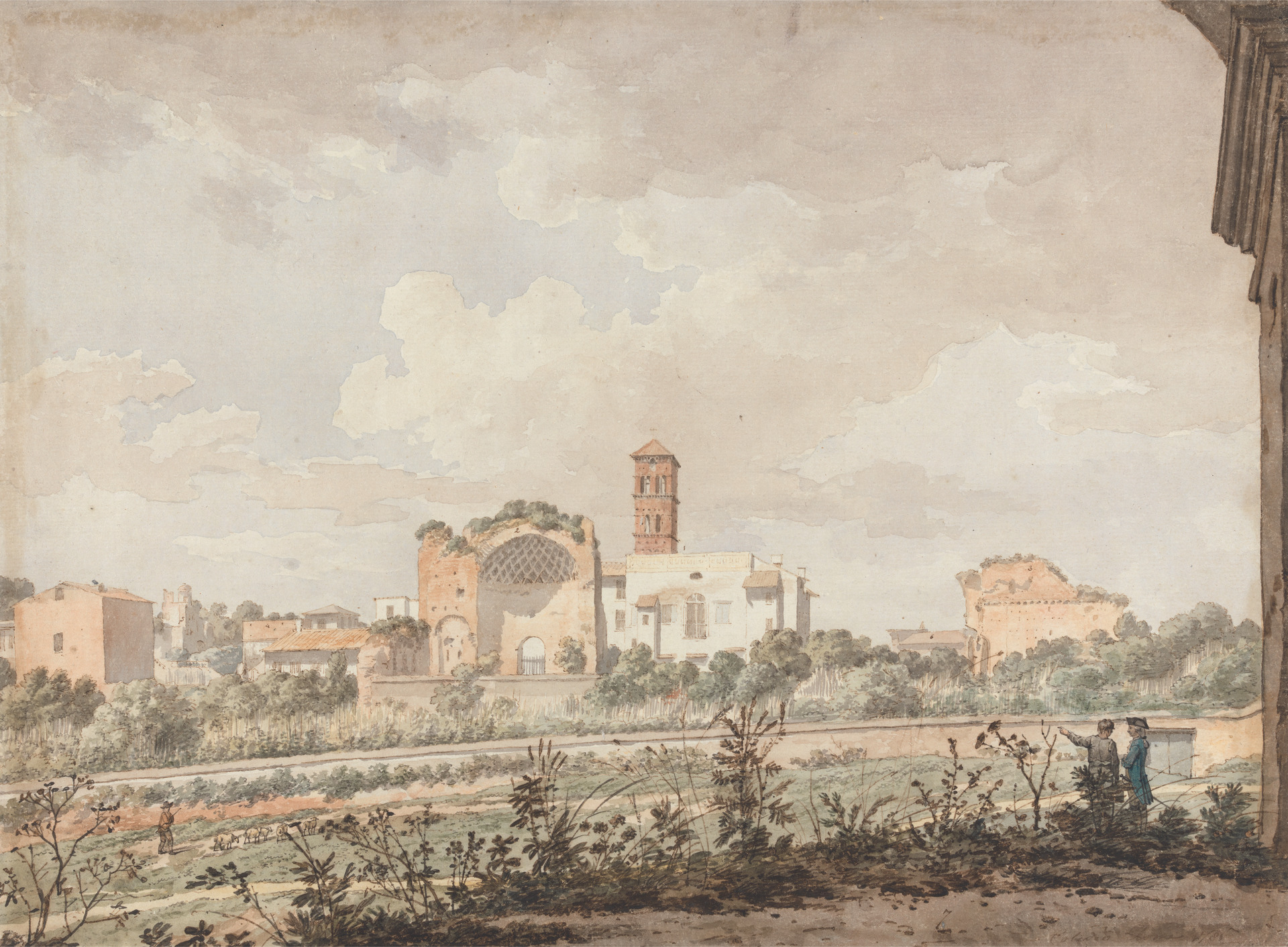
Temple de Vénus et Colisée, aquarelle avec crayon et encre, 1781.

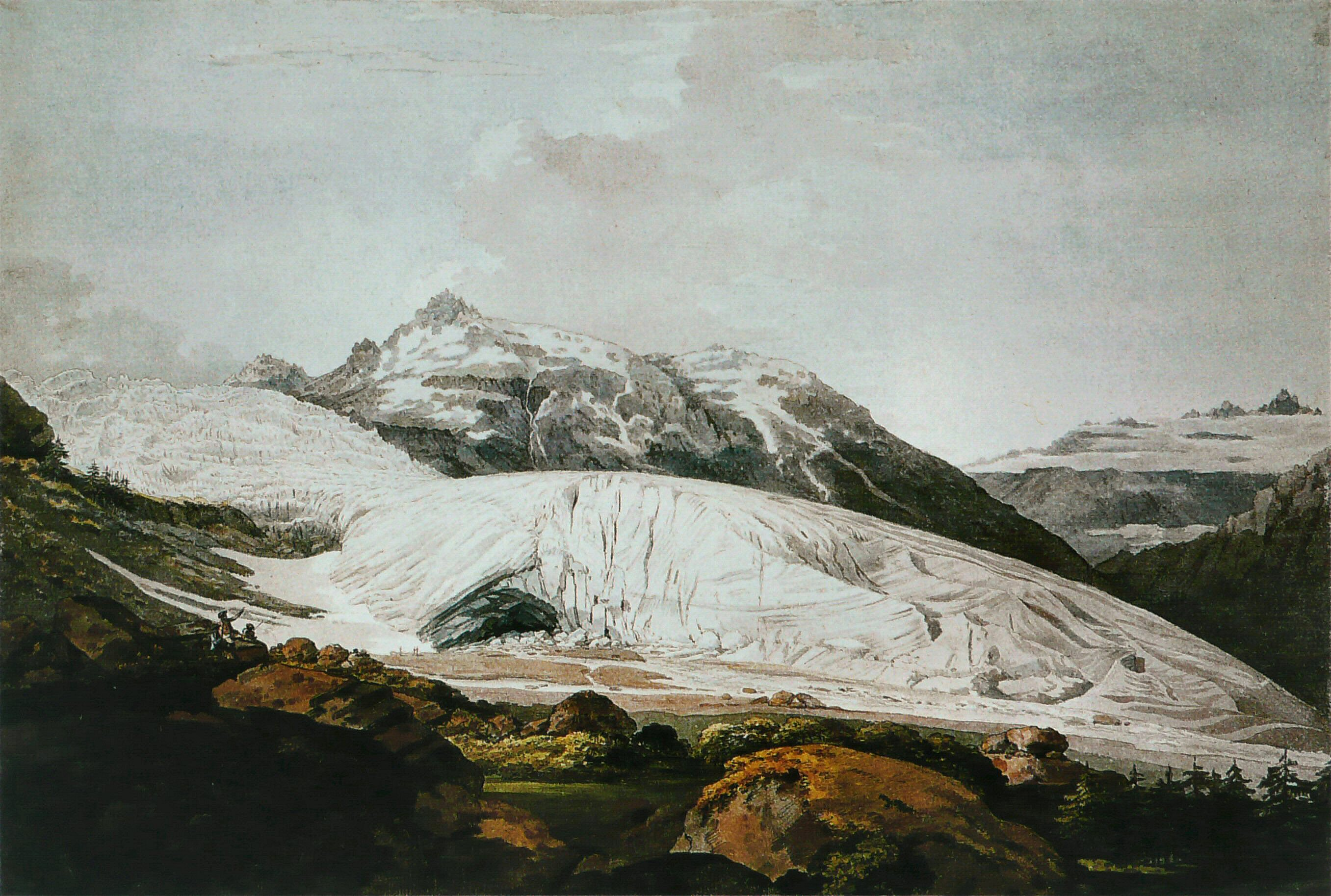
Le glacier du Rhône et la source du Rhône vers 1770-1771, aquarelle et encre de chine, Londres, The Trustees of the British Museum

## Biographie
Pars est le fils d'un graveur sur métal. Il a étudié à la Shipley's Drawing School (sur le Strand), à la St Martin's Lane Academy et aussi à la galerie de Duc de Richmond. En 1761, à 17 ans, il a exposé un portrait et des miniatures à la Society of Artists et il devint membre de la Royal Academy en 1763. En 1764 il a obtenu la médaille de la Royal Society of Arts pour une peinture historique.
En juin 1764, il a été sélectionné par la Société des Dilettanti pour accompagner, comme dessinateur, Richard Chandler et Nicholas Revett en Grèce. Le fruit de ce voyage a été publié dans Ionian Antiquities : 4 volumes illustrés par des dessins de Pars.
Pars est retourné en Angleterre le 2 décembre 1766 puis a accompagné Henry Temple, second vicomte de Palmerston sur le continent dessinant en Suisse, au Tyrol et à Rome. En 1769, il a exposé sept vues de Grèce à la première exposition de la Royal Academy. Il a été élu comme membre associé en 1770 et l'année suivante il a envoyé huit vues d'Europe, principalement du Tyrol et de Suisse ainsi qu'un portrait. 
À l'été 1775 il a voyagé à Rome avec une bourse de la Société des Dilettanti, rencontrant des artistes comme John Warwick Smith, Francis Towne (un ami de Pars à qui il a donné quelques conseils de dessin). 
Pars est mort après un refroidissement à Tivoli, près de Rome. Son ami Thomas Jones a écrit que Pars avait « un penchant intérieur pour le paysage... c'était avec grande difficulté que ses amis pouvaient le détacher de son sujet d'étude favori ».